# Низија
Низија је један од основних облика макрорељефа. Представља пространи и уравњени део Земљине површине коју одликују висине до 200 m. Морфолошки је дефинисана и окружене планинским узвишењима на ободима. Мање низије се издвајају као равнице. Највећа низија на свету је Амазонска, која захвата површину од око седам милиона км². По свом значају и величини истичу се и Источноевропска, затим Панонска, Бенгалска и друге.